# Alistilus jumellei
Alistilus jumellei là một loài thực vật có hoa trong họ Đậu. Loài này được (R.Vig.) Verdc. miêu tả khoa học đầu tiên.